# Baleira

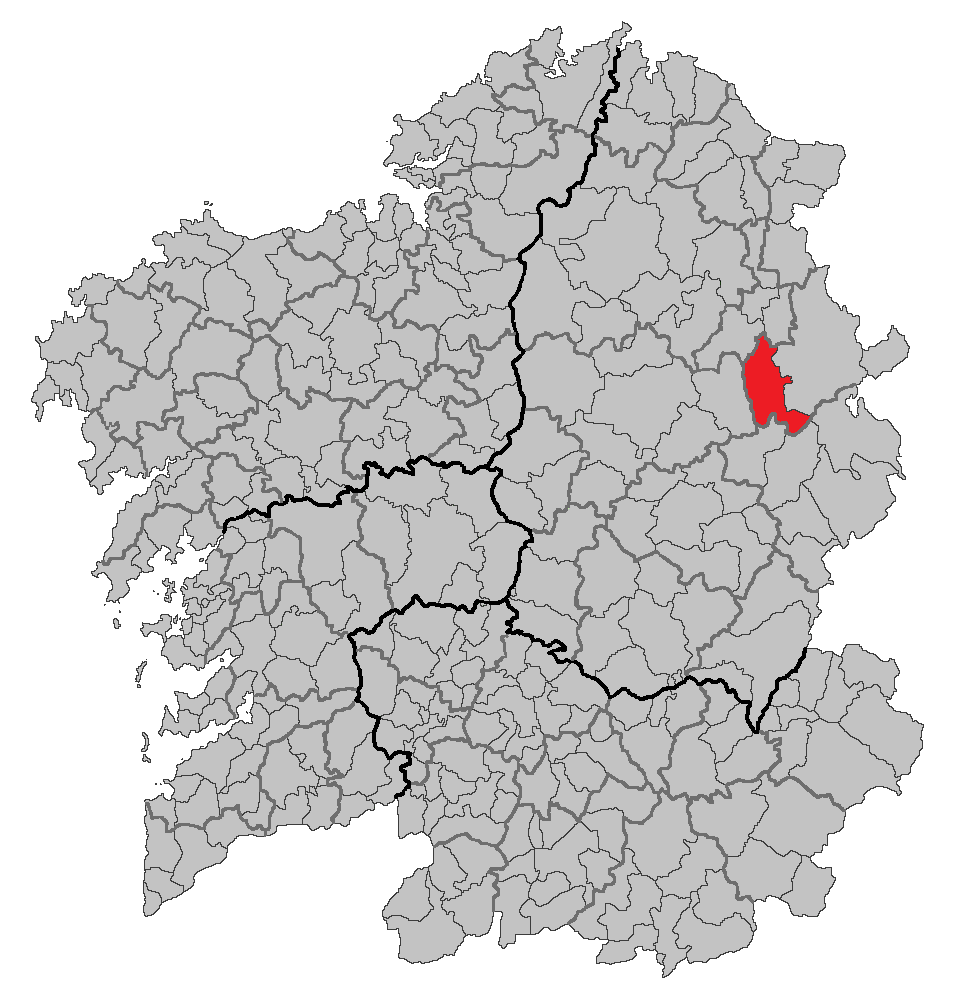
Baleira, Lugo, Galizia

Baleira è un comune spagnolo di 1 834 abitanti situato nella comunità autonoma della Galizia.